# Somua S-35
El Somua S-35 va ser un tanc que va donar servei durant la Segona Guerra Mundial en l'exèrcit francès. Es tractava d'un vehicle construït per l'empresa francesa SOMUA (Société d'outillage Mécanique et d'usinage d'artillerie) una subsidiària de l'empresa Schneider, i que és considerat com el millor carro de combat en servei en l'Exèrcit francès durant la campanya de França el 1940 (la invasió de França per la Wehrmacht del Tercer Reich).
Havent-se assolit una xifra de producció d'un total de 430 exemplars, es tractava d'un vehicle dotat de la suficient rapidesa, proveït d'un blindatge correcte i equipat amb un canó de 47 mm.
Equipat amb una torre pensada per a un únic ocupant, el cap de carro exercia a més com a canoner, la qual cosa impedia que es tragués plenament partit de l'armament principal del vehicle.

## Historial

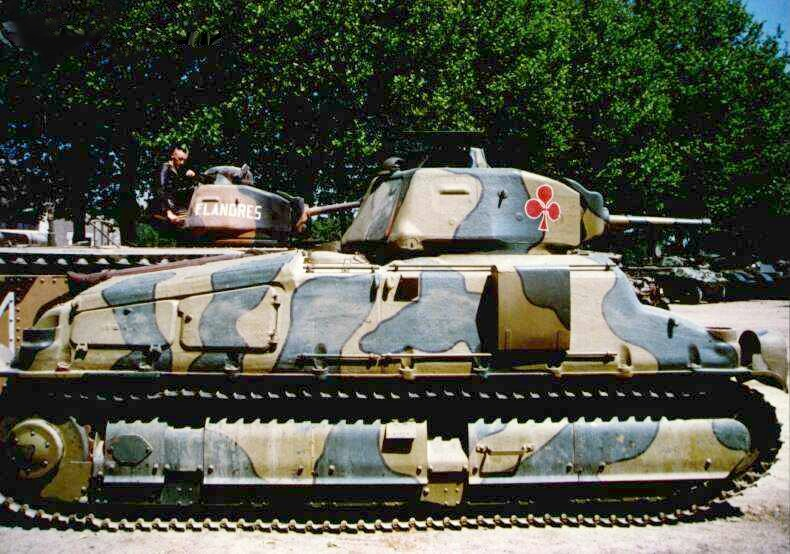
Vista lateral d'un Somua S-35 conservat en el Musée des Blindés de la localitat francesa de Saumur.

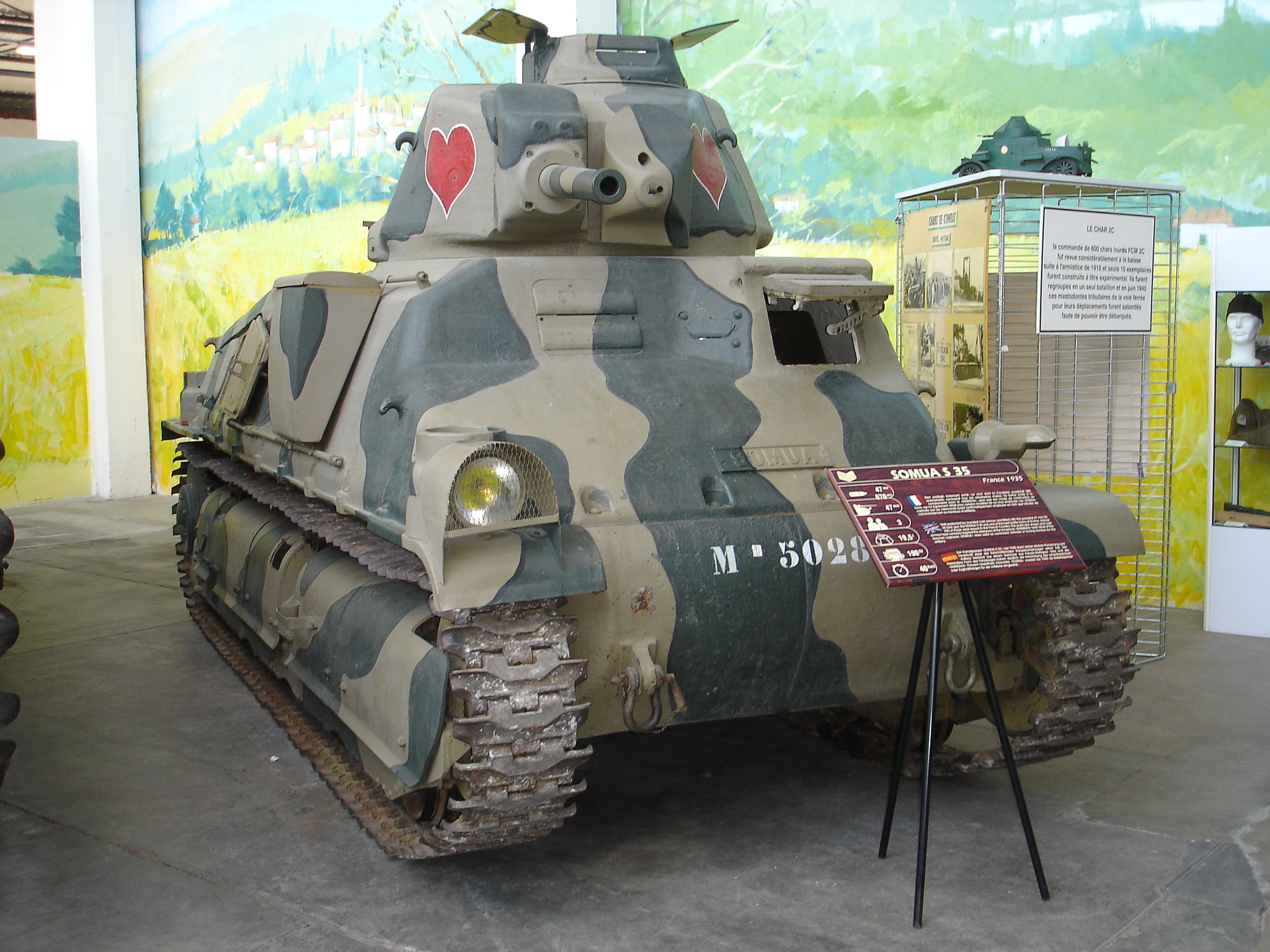
Vista frontal d'un Somua S-35 conservat en el Musée des Blindés de Saumur.

El seu nom procedeix de la Société d'Outillage Mécanique et d'Usinage d'Artillerie (Societat d'Útils Mecànics i de Fabricació d'Artilleria) ubicada a la localitat de Saint-Ouen (Sena Saint-Denis). El 1935 l'esmentada societat va procedir a la fabricació d'un primer prototip del vehicle, planificat segons un concepte nou, al qual el que l'Exèrcit francès va batejar amb el nom d'Automitrailleuse de Combat (AMC) modèle 1935 Somua (Autometralladora de Combat model 1935 Somua).
Sobre la base d'una concepció profundament innovadora per a l'època, el carro de combat Somua tenia un casc emmotllat, cargolat mitjançant perns, el que el convertia en un carro de combat modular. No obstant això, a raó dels erronis plantejaments existents en aquell moment, únicament estava previst inicialment que el carro del cap de l'escamot estigués equipat amb ràdio (del model ER 29), per la qual cosa l'esmentat carro no podia establir comunicació amb els seus carros subordinats sinó a través de banderes de senyals. És cert que es trobava en estudi la possibilitat d'equipar als esmentats carros subordinats amb una ràdio del model ER, però aquesta modificació no va poder entrar en servei abans del 10 de maig de 1940, data d'inici de la batalla de França.
La seva fabricació en sèrie va quedar limitada a raó de les baixes xifres de peticions de construcció de nous vehicles que fa l'Estat Major de l'Exèrcit francès (únicament un centenar de nous vehicles a l'any entre 1938 i 1939, i això malgrat que les capacitats productives de l'empresa SOMUA eren certament superiors. D'aquesta manera, amb prou feines poc més de 400 carros de combat Somua S-35 havien estat produïts en maig-juny de 1940, i tots ells van participar en els combats de la Batalla de França, incloent aquells de nou sortits de les cadenes de muntatge i posats a les mans de les inexpertes tripulacions de la 4a Divisió Blindada francesa, al front del qual es trobava un personatge per aquell moment gairebé desconegut però que aviat destacaria en la Història, el futur general Charles de Gaulle.
L'Exèrcit francès va concentrar els tancs Somua S-35 en unes anomenades Divisions Lleugeres Mecàniques, exactament igual que el que la Wehrmacht aplicava per a les seves Panzerdivisionen.
Després de la derrota de França, seguida per la firma de l'Armistici del 22 de juny de 1940 entre el nou règim francès, l'anomenada França de Vichy del mariscal Philippe Pétain, i l'Alemanya nazi d'Adolf Hitler, els francesos van sabotejar o van destruir alguns dels vehicles que no havien estat destruïts en els combats precedents, però en qualsevol cas els alemanys van aconseguir apoderar-se d'un bon nombre de carros de combat Somua S-35 (aproximadament 297). Inicialment la Wehrmacht va pensar a fer ús d'aquests tancs capturats al mateix nivell que seus propis Panzer III, que en aquell moment eren escassos en les seves pròpies existències de carros de combat. No obstant això, ràpidament van desistir de la seva utilització, degut essencialment que van considerar que la seva torre de control, amb una única plaça, era poc efectiva. Finalment, van desmuntar les torres dels S 35 capturats, i van efectuar la reconversió dels mateixos en carros de combat d'entrenament, reservant també alguns vehicles per al seu ús en campanya contra els partisans en diferents llocs, denominant al vehicle resultant com Panzerkampfwagen 35 S 739. Més avançada la guerra, alguns carros S-35 van ser enviats al front oriental, mentre que alguns d'altres van ser cedits als seus aliats del Regio Esercito italià. Curiosament, un d'aquests últims, que va ser capturat pels partisans iugoslaus, va tornar a donar per segona vegada servei entre els Aliats.
El juny de 1944, durant la batalla de Normandia, quan la Wehrmacht llançava mà de tots els recursos al seu abast per sostenir la lluita contra els Exèrcits aliats, els alemanys en van recuperar alguns d'aquests per mantenir el combat. A mesura que, per la retirada alemanya, els Aliats anaven capturant alguns d'aquests vehicles, els cedien a les Forces Franceses Lliures, que els posaven novament en servei contra els alemanys.

### Identificació
Té una superestructura de major altura|alçària que la del D2, amb un canó més llarg i una cúpula major (APX1 CE).

### Anecdotari
El dia 11 de maig de 1940 va tenir lloc la primera gran batalla en la qual van prendre part en forma destacada els carros de combat, i els tancs Somua S-35 van tenir àmplia participació en aquesta, en Bèlgica, en l'eix Maastricht-Tongres.